# Marianus Arokiasamy
Marianus Arokiasamy (* 31. August 1927 in Pudur Uthamanur bei Tiruchirappalli, Tamil Nadu; † 22. März 2007) war Erzbischof von Madurai.

## Leben
Arokiasamy empfing nach seinem Theologiestudium und Philosophie-Doktorat in Rom am 7. Dezember 1954 die Priesterweihe. 1970 wurde er von Paul VI. zum Bischof des Bistums Kottar bestellt, 1987 erfolgte durch Johannes Paul II. die Ernennung zum Erzbischof des Erzbistums Madurai. 2003 wurde seinem Rücktrittsgesuch durch Johannes Paul II. stattgegeben.
Arokiasamy war maßgeblich engagiert im Zweiten Vatikanischen Konzil in den Jahren 1962 bis 1965. Im indischen Bundesstaat Tamil Nadu gründete er das „Forum der vereinigten Minderheiten“.